# 라모나 바흐만
라모나 바흐만(독일어: Ramona Bachmann, 1990년 8월 25일 ~ )은 스위스의 여자 축구 선수로 현재 프랑스 디비지옹 1 페미닌의 파리 생제르맹 페미닌에서 공격수로 활약하고 있다.

## 클럽 경력
1997년에 FC 말테르스에 입단하면서 선수 생활을 시작했다. 2006년에는 SC LUwin.ch(현재의 FC 루체른 프라우엔)으로 이적하면서 프로 선수 생활을 시작했고 2007년부터 2009년까지 스웨덴 다말스벤스칸의 우메오 IK로 활약했다. 2010년에는 미국 내셔널 위민스 사커 리그의 애틀랜타 비트로 이적했지만 부상으로 인해 하차했고 2011년에 스웨덴의 우메오 IK로 복귀하게 된다.
2012년에는 LdB 말뫼(현재의 FC 로셍오르드)로 이적했으며 2015년 8월 26일에는 독일 프라우엔-분데스리가의 볼프스부르크로 이적했다. 2016년 12월에는 잉글랜드 FA 여자 슈퍼리그의 첼시 FC 위민으로 이적했다.

## 국가대표 경력
러시아에서 개최된 2006년 FIFA U-20 세계 여자 축구 선수권 대회, 독일에서 개최된 2010년 FIFA U-20 여자 월드컵에 참가했으며 벨라루스에서 개최된 2009년 UEFA U-19 여자 축구 선수권 대회에서는 대회 MVP로 선정되었다.
2007년 6월에 열린 스웨덴과의 경기에 출전하면서 스위스 여자 축구 국가대표팀 선수로 데뷔했고 2015년 FIFA 여자 월드컵, UEFA 여자 유로 2017에 참가했다.

## 수상

### 클럽
우메오 IK
- 다말스벤스칸 2회 우승 (2007, 2008)
- 여자 스벤스카 쿠펜 1회 우승 (2007)
- 여자 스벤스카 수페르쿠펜 2회 우승 (2007, 2008)

FC 로셍오르드
- 다말스벤스칸 3회 우승 (2013, 2014, 2015)
- 여자 스벤스카 수페르쿠펜 2회 우승 (2012, 2015)

VfL 볼프스부르크
- 여자 DFB-포칼 1회 우승 (2015-16)

첼시 FC 위민
- FA 여자 슈퍼리그 1회 우승 (2017-18)
- 여자 FA컵 1회 우승 (2017-18)

### 개인
- 2009년 스위스 올해의 여자 축구 선수 수상
- 2015년 스위스 올해의 여자 축구 선수 수상